# Marc Parmentier
Marc Parmentier (24 maart 1956) is een Belgische wetenschapper en professor aan het Institut de recherche multidisciplinaire en biologie humaine et moléculaire (I.R.I.B.H.M.) van de Université libre de Bruxelles (ULB). Hij werd arts in 1981 en behaalde een doctoraat in 1990 aan de ULB.
Zijn onderzoeksinteresse gaat uit naar G-proteïnegekoppelde receptoren (GPCR) en naar transgene modellen van menselijke pathologieën. In 1999 ontving hij de Francquiprijs voor biologische en medische wetenschappen

## Prijzen
- 1985 - Marc Herlant prijs
- 1991 - Galien prize of Pharmacology
- 1993 - Belgian Endocrine Society Lecture
- 1994 - Harrington De Vishere prijs van de European Thyroid Association
- 1997 - Merck Sharpe and Dohme prijs
- 1998 - Liliane Bettencourt prijs
- 1999 - Francquiprijs